# Strigini
Strigini è una tribù degli Striginae che comprende 2 generi:
- Strix  (22 spp.)
- Jubula  (1 sp.)